# Front d'Esquerra i de Treballadors - Unitat
El Front d'Esquerra i de Treballadors-Unitat (FIT-O) és una coalició electoral argentina d'esquerra. Conformat per a les eleccions presidencials de 2011, està integrat pel Partit dels Treballadors Socialistes, el Partit Obrer i Esquerra Socialista. El front va ser concebut sota el nom «Front d'Esquerra i dels Treballadors», però des de les eleccions de 2019 el Moviment Socialista dels Treballadors constitueix la coalició afegint «Unitat». També són comuns les referències com a «Front d'Esquerra-Unitat».
En les eleccions legislatives de 2013 va aconseguir tres diputats al Congrés Nacional. Compta a més amb representació en les legislatures de província de Buenos Aires, Ciutat de Buenos Aires, Còrdova, Jujuy, Mendoza, Neuquén, Salta i Santiago del Estero i en desenes de consells deliberants.[cita 

## Història

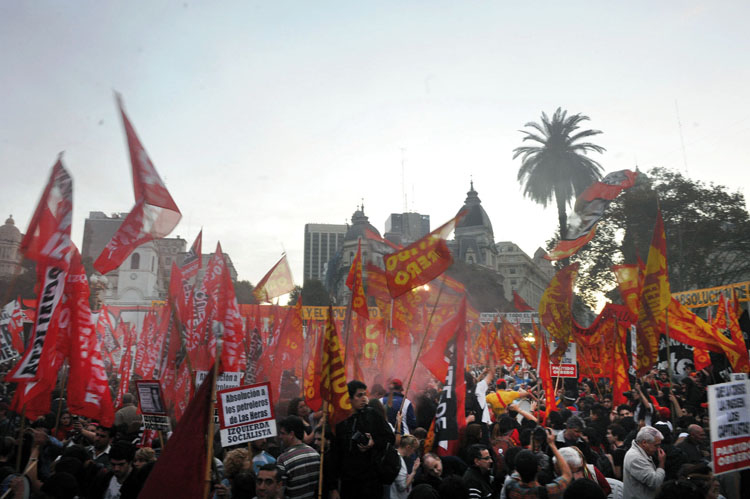
El Front d'Esquerra en una marxa a la Plaça de Maig.

El 14 d'abril de 2011 es va presentar el front amb una conferència de premsa a l'Hotel Bauen. Dies més tard es van presentar els candidats, Jorge Altamira i Christian Castillo com a fórmula presidencial Myriam Bregman i José Castillo com a fórmula per a la Prefectura de Govern porteny, Marcelo Ramal com primer legislador a la Ciutat de Buenos Aires, José Montes com a candidat a governador de la província de Buenos Aires, Néstor Pitrola com a candidat a diputat nacional i Edgardo Reynoso com a candidat a senador nacional.
També van declarar el seu recolzament al Front organitzacions com el PSTU, Convergència d'Esquerra, MIR, MP La Dignitat , Opció Socialista, POR-Masses, Moviment 20 de Desembre, Poble en Marxa, CC-POR, Comunisme Revolucionari, Causa Obrera, o el FUT.

## Propostes
El Front d'Esquerra posseeix un programa amb vint-i-set punts, entre ells els següents:
1. Salari mínim equivalent a la canastra bàsica familiar.
2. Pagament del 82% mòbil del salari als jubilats, amb aplicació retroactiva.
3. Repartiment de les hores de treball disponibles i formació professional a càrrec dels ocupadors, per a combatre la desocupació.
4. Fi de la tercerització; ingrés a planta permanent, vigència del conveni més favorable en totes les empreses.
5. No pagament del deute extern.
6. Nacionalització, sense indemnització, dels bancs, el petroli, la mineria, les telecomunicacions i el comerç exterior agrari.
7. Nacionalització dels ferrocarrils, lliurant-los el seu control i gestió als treballadors en tots els nivells.
8. Judici i càstig a tots els culpables del crim de Mariano Ferreyra.
9. En matèria de política internacional, suport a la rebel·lió popular, l'expulsió de l'imperialisme de tots els països, suport a la unitat socialista d'Amèrica Llatina i al socialisme internacional.
10. Suport a les Revolucions Àrabs, rebuig a la intervenció de l'OTAN a Líbia; rebuig a l'ocupació Israeliana en els Territoris Palestins.

El Front d'Esquerra també va elaborar una Declaració Programàtica amb les seves propostes més àmpliament esplaiades.

## Finançament i difusió
El Front d'Esquerra compta amb les aportacions de militants i simpatitzants. Els partits que integren el front posseeixen diversos mitjans de comunicació, editant setmanaris com a Premsa Obrera o El Socialista. També existeix el diari virtual L'Esquerra Diari, propietat del PTES.

## Suport d'intel·lectuals i artistes
En 2011 es va iniciar una campanya de suport al capdavant entre intel·lectuals i artistes del país. Més de dos-cents intel·lectuals van cridar a votar pel Front, entre els quals es troben Eduardo Grüner i Martín Kohan.
A més, diversos artistes van manifestar el seu suport al Front d'Esquerra, entre ells, Ciro Pertusi, Mikel i Javier Manera de la banda Kapanga, Eduardo Graziadei de Cadena Perpètua, Hernán de Vega de las Manos de Filippi, Adriana de los Santos,Salta La Banca, Brenda Asnicar, Gastón Sardelli de la banda Airbag, Norman Briski, Alejandro Bercovich, Daniela Herrero i Cristian Pauls.

## Partits membres
| Partido | Partido   | Partido                               | Presidente               | Ideología              | Posición |
| ------- | --------- | ------------------------------------- | ------------------------ | ---------------------- | -------- |
|         | sensemarc | Partit Obrer                          | Gabriel Solano           | Trotskisme             | Esquerra |
|         | sensemarc | Partit dels Treballadors Socialistes  | José Montes              | Trotskisme             | Esquerra |
|         | sensemarc | Esquerra Socialista                   | Graciela Virginia Fariña | Trotskisme (morenista) | Esquerra |
|         | sensemarc | Moviment Socialista dels Treballadors | Alejandro Bodart         | Trotskisme (morenista) | Esquerra |

## El FIT en eleccions

### Eleccions de 2011
En les eleccions primàries la fórmula Altamira-Castillo va obtenir el 2,48%, aconseguint superar el llindar del 1,5% establert per llei per a participar de les generals. En les presidencials de 2011 finalment va obtenir el 2,31% (497.082 vots), situant-se en sisè lloc.

### Eleccions legislatives de 2013
El Front va continuar per a les eleccions legislatives que es van desenvolupar a l'agost i octubre de 2013 en les PAS i eleccions generals, respectivament, obtenint resultats històrics. Es va aconseguir ingressar a diversos legisladors provincials i a tres diputats nacionals: Néstor Pitrola (PO), Pablo López (PO), i Nicolás de la Canella (PTS). A més es van duplicar els vots obtinguts respecte a l'elecció anterior.
No obstant això els partits integrants del Front van tenir diferents actituds respecte als càrrecs obtinguts. El PO va pretendre integrar un únic bloc legislatiu anotant als seus diputats Pitrola i López en un bloc denominat "Front d'Esquerra", mentre que el PTS va inscriure la seva banca (De la Canella) en nom propi. Aquest fet va ser caracteritzat com una "usurpació política" per part del primer. La situació es va repetir després que Pitrola renunciés a la seva banca per a deixar el lloc a la candidata del PTS Myriam Bregman.

### Eleccions de 2015
En les eleccions primàries, el front va presentar dues fórmules de les quals va resultar proclamada per a participar de les eleccions presidencials la conformada per Nicolás de la Canella i Myriam Bregman. En les eleccions generals, aquesta fórmula va obtenir el quart lloc.
A més va aconseguir una nova banca en la Cambra de Diputats ocupada per Néstor Pitrola.

### Eleccions de 2019
Per a les eleccions de 2019 el Front va cercar ampliar l'aliança, aconseguint el suport del Moviment Socialista dels Treballadors, de tradició morenista.
El front, que va passar a denominar-se Front d'Esquerra i de Treballadors-Unitat, va ser rubricat després de la publicació d'un "acord programàtic" que inclou 20 punts. Segons aclareix aquest acord no s'implica una integració plena del MST sinó l'inici de "una experiència comuna" en el terreny electoral.
En la primera tanda d'eleccions provincials d'aquest any, el front va retrocedir en percentatge en totes elles. Especialment sagnants van ser els resultats a Mendoza (d'un 11.69% al 3.67%) o a Jujuy (17.74% al 3.15%).
Malgrat l'ampliació del Front, la campanya va estar caracteritzada per la crisi interna que el PO va sofrir aquest any, la qual cosa va repercutir en el seu desenvolupament. La crisi va esdevenir en l'aparició de dos grups interns en el si d'aquest partit, un agrupat entorn de la nova direcció i l'altre al voltant de figures públiques, que en aquestes circumstàncies van constituir, al costat d'altres militants partidaris, una fracció pública interna. En el seu document fundacional la fracció pública denúncia que el CC ha exclòs als seus integrants de les llistes.
En aquest context la direcció dels principals partits del front van buscar aïllar la crisi i apuntar a la conquesta de votants referenciats amb el centreesquerra.

### Eleccions de 2021
En les eleccions legislatives de 2021 el Front va presentar llistes internes de cara a les primàries atès que el MST, que s'havia integrat en la coalició l'any anterior, va presentar les seves pròpies llistes en la major part de les províncies.

## Representació parlamentària

### Diputats Nacionals
| Bloc Front d'Esquerra i de Treballadors - Unitat President: Christian Castillo | Bloc Front d'Esquerra i de Treballadors - Unitat President: Christian Castillo | Bloc Front d'Esquerra i de Treballadors - Unitat President: Christian Castillo | Bloc Front d'Esquerra i de Treballadors - Unitat President: Christian Castillo | Bloc Front d'Esquerra i de Treballadors - Unitat President: Christian Castillo | Bloc Front d'Esquerra i de Treballadors - Unitat President: Christian Castillo | Bloc Front d'Esquerra i de Treballadors - Unitat President: Christian Castillo | Bloc Front d'Esquerra i de Treballadors - Unitat President: Christian Castillo |
| Retrato                                                                        | Nom                                                                            | Partit                                                                         | Provincia                                                                      | Mandat legal                                                                   | Mandat legal                                                                   | Mandat real                                                                    | Mandat real                                                                    |
| Retrato                                                                        | Nom                                                                            | Partit                                                                         | Provincia                                                                      | Inici                                                                          | Final                                                                          | Inici                                                                          | Final                                                                          |
| ------------------------------------------------------------------------------ | ------------------------------------------------------------------------------ | ------------------------------------------------------------------------------ | ------------------------------------------------------------------------------ | ------------------------------------------------------------------------------ | ------------------------------------------------------------------------------ | ------------------------------------------------------------------------------ | ------------------------------------------------------------------------------ |
| sensemarc                                                                      | Alejandro Vilca                                                                | PTS                                                                            | Jujuy                                                                          | 10/12/2021                                                                     | 9/12/2025                                                                      | 10/12/2021                                                                     | En el càrrec                                                                   |
| sensemarc                                                                      | Nicolás del Caño                                                               | PTS                                                                            | Buenos Aires                                                                   | 10/12/2021                                                                     | 9/12/2025                                                                      | 10/12/2021                                                                     | En el càrrec                                                                   |
| sensemarc                                                                      | Christian Castillo                                                             | PTS                                                                            | Buenos Aires                                                                   | 10/12/2023                                                                     | 9/12/2027                                                                      | 10/12/2023                                                                     | En el càrrec                                                                   |
| sensemarc                                                                      | Mónica Schlotthauer                                                            | IS                                                                             | Buenos Aires                                                                   | 10/12/2021                                                                     | 9/12/2025                                                                      | 27/06/2024                                                                     | En el càrrec                                                                   |
|                                                                                | Vanina Biasi                                                                   | PO                                                                             | Ciutat de Buenos Aires                                                         | 10/12/2021                                                                     | 9/12/2025                                                                      | 27/06/2024                                                                     | En el càrrec                                                                   |

## Resum electoral

### Eleccions presidencials
| Any  | Fórmula                | Fórmula                   | Primàries | Primàries  | 1a volta | 1a volta   | Resultat  |
| Any  | President              | Vicepresident             | Vots      | %          | Vots     | %          | Resultat  |
| ---- | ---------------------- | ------------------------- | --------- | ---------- | -------- | ---------- | --------- |
| 2011 | Jorge Altamira (PO)    | Christian Castillo (PTS)  | 527.237   | 2,35 / 100 | 503.372  | 2,3 / 100  | No electe |
| 2015 | Nicolás del Caño (PTS) | Myriam Bregman (PTS)      | 375.874   | 1,67 / 100 | 812.530  | 3,23 / 100 | No electe |
| 2015 | Jorge Altamira (PO)    | Juan Carlos Giordano (IS) | 356.977   | 1,58 / 100 |          |            |           |
| 2019 | Nicolás del Caño (PTS) | Romina Del Plá (PO)       | 723.147   | 2,83 / 100 | 579.197  | 2,16 / 100 | No electe |
| 2023 | Myriam Bregman (PTS)   | Nicolás del Caño (PTS)    | 442.085   | 1,87 / 100 | 709.932  | 2,7 / 100  | No electe |
| 2023 | Gabriel Solano (PO)    | Vilma Ripoll (MST)        | 186.808   | 0,79 / 100 |          |            |           |